# Temnés
Les Temnés sont une population d'Afrique de l'Ouest, vivant principalement en Sierra Leone. Avec les Mendé, c'est, numériquement, l'une des plus importantes du pays. On les trouve également, dans une moindre mesure, en Guinée.

## Ethnonymie
Selon les sources et le contexte, on observe différentes formes : Atemne, Temen, Themne, Timani, Timannee, Timene, Timmannee, Timne.

## Histoire

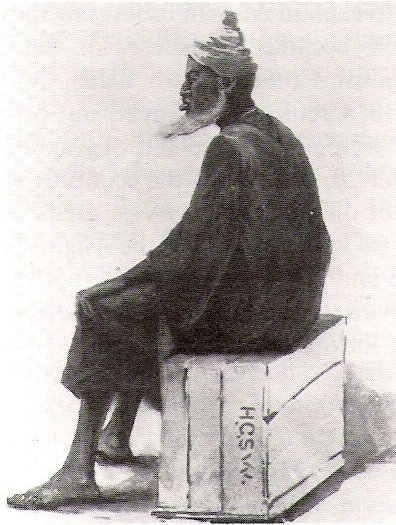
Bai Bureh, chef temné en 1898

## Langues
Les Temnés parlent le timné, une langue atlantique de la famille des langues nigéro-congolaises, dont le nombre de locuteurs était estimé à 1 230 000 en 2006. Le krio et l'anglais sont également utilisés.

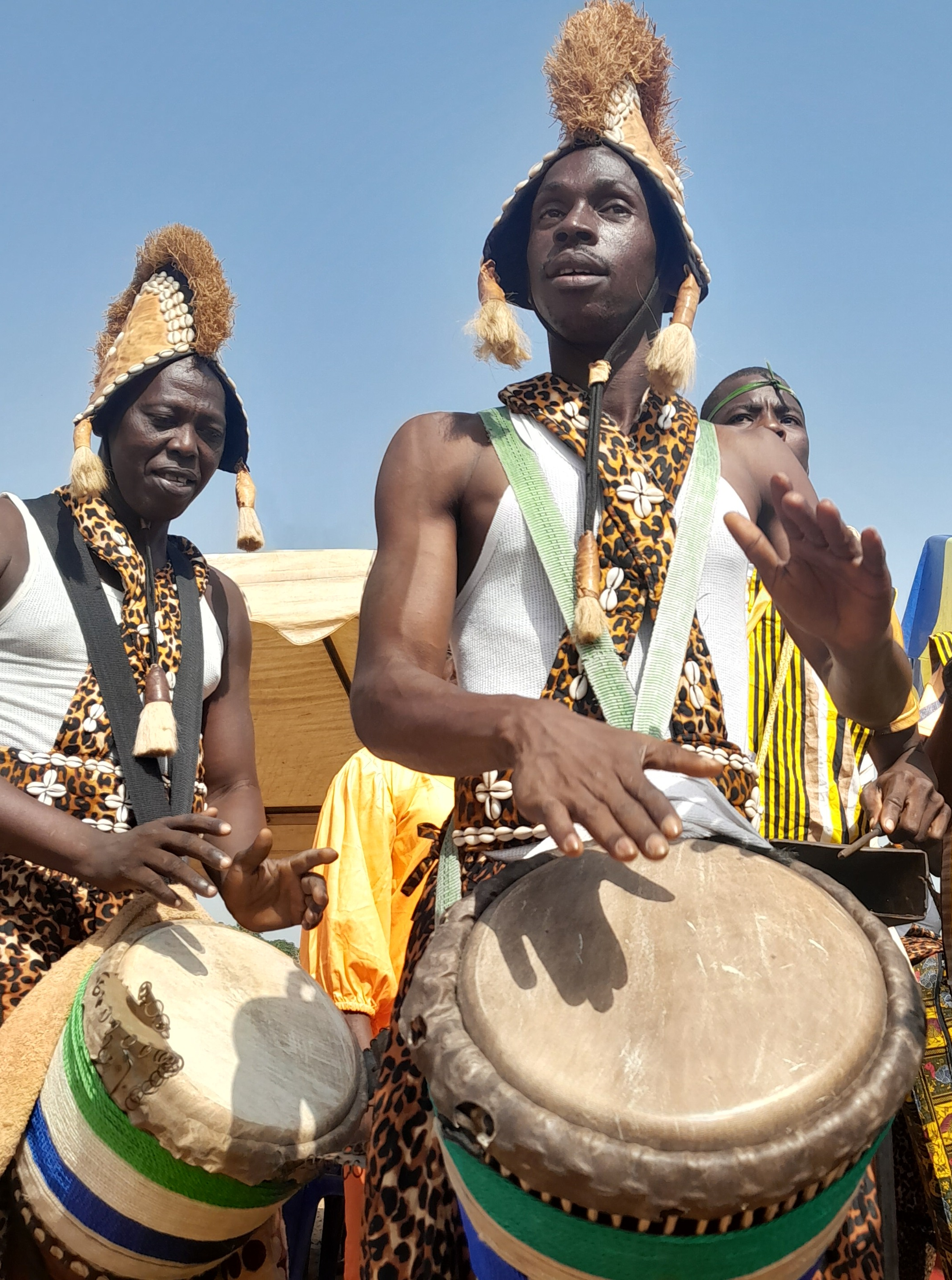
Prestation de la communauté Temné de la Sierra Leone lors de la 6eme édition du Festival arts de Baga 2024 à Kawas (kamsar)

## Culture
- Nomoli
- Royaume de Koya (en) (1505-1896, Temnés, Nord du pays)